# Antoni Roger i Vidal
Antoni Roger i Vidal   (Figueres, 1831 - Barcelona, 2 de novembre de 1911) fou un industrial i polític català, germà de  Tomàs Roger i Vidal i oncle de Tomàs Roger i Larrosa.

## Biografia
Tenia fàbriques cotoneres i era soci de la Unió Barcelonina de les Classes Productores. Fou president del Banc de Barcelona de 1878 a 1912, directiu de Ferrocarril y Minas de San Juan de las Abadesas (1878-1882) i president del primer consell directiu del Banc Vitalici de Catalunya el 1880. Fou elegit diputat del Partit Liberal Fusionista pel districte de Barcelona a les eleccions generals espanyoles de 1881.
Mor a Barcelona a l'edat de 80 anys, vidu, a la seva casa del carrer de Girona, 20.